# پییر بورتن
پییر بورتن و یا «پِر بورتُن» (انگلیسی: Per Borten؛ زاده ۳ آوریل ۱۹۱۳ – درگذشته ۲۰ ژانویهٔ ۲۰۰۵) یک کشاورز و سیاست‌مدار اهل نروژ بود.
وی یکی از اعضای برجسته حزب مرکزی نروژ بود و از ۱۲ اکتبر ۱۹۶۵  تا ۱۷ مارس ۱۹۷۱م، در مقام  بیست و پنجمین نخست وزیر نروژ،  اولین دولت ائتلافی ماندگار غیر سوسیالیستی در نروژ را در مدتی بیش از ۵ سال، رهبری کرد. قانون بیمه تأمین اجتماعی (۱۹۶۷م) و وضع مالیات بر ارزش افزوده (۱۹۶۹م) در دوران تصدی وی به تصویب و اجرا در آمدند.

## پیشینه
پِر بورتُن در فلو (بوسکرود) در یک خانواده کشاورز به دنیا آمد و دوران کودکی خود را در مزرعه خانوادگی والدین خود سپری کرد. این مزرعه خانوادگی در مسیر رودخانه گائولا قرار داشت. این رودخانه در طول زمان، بارها دچار طغیان و تغییر مسیر شده و حدود زمین‌های کشاورزی را دستخوش آشفتگی کرده‌است. درطول قرن بیستم میلادی، مزرعه خانوادگی بورتُن، دو بار در معرض سیل ویرانگر قرار گرفته‌است. چنین اوضاعی به نوبه خود، نیاز به همیاری و خودکفایی مردم منطقه را افزایش داده‌است. پِر بورتُن در چنین محیطی رشد کرد و به ادعای خودش تأثیر زیادی از آن گرفت. 
بورتُن، در روستای زادگاهش به مدرسه رفت و سپس وارد مدرسه کشاورزی در اوس شد و در سال ۱۹۳۹م، از این مدرسه فارغ‌التحصیل گشت؛ و سپس، مدتی در مزرعه خانوادگی به کشاورزی مشغول بود. پس از موفقیت در امتحانات دانشگاه علوم زیستی نروژ؛ و دریافت مدرک کارشناسی، در سمت بازرس عرضهٔ محصولات کشاورزی در استان سور تروندلاگ، مشغول به کار شد و در سال ۱۹۴۶م، مسئولیت نظارت بر امور کشاورزی در کل استان، به وی سپرده شد.

### سابقه سیاسی
پِر بورتُن، بین سالهای ۱۹۴۶ تا ۱۹۵۵م، در شهر زادگاه خود،  فلو شهردار بود و در طول همین دوره، به صحنه سیاسی ملی در نروژ نیز، پای گذاشت. وی بین سالهای ۱۹۵۳ تا ۱۹۷۳م، عضو کمیته مرکزی حزب دهقانان بود و بین سالهای ۱۹۵۵ تا ۱۹۶۷م، رهبری این حزب را بر عهده داشت. بین سالهای ۱۹۵۷ تا ۱۹۶۵م، رهبری پارلمانی حزب؛ و در ۲ دوره، بین سالهای ۱۹۶۱ تا ۱۹۶۵م؛ و بین سالهای ۱۹۷۳ تا ۱۹۷۷م، رئیس بزرگترین بخش از مجلس ملی نروژ، شامل ۲/۳ اعضاء بود.
 همچنین وی نقش مهمی در تبدیل حزب دهقانان به یک حزب سیاسی نوین داشت. حزبی که امروز، بعد از تغییر نام دوباره، حزب مرکزی نامیده می‌شود.

### نخست‌وزیری
در تاریخ سیاسی نروژ، نام پِر بورتُن، بیش از هر چیز یادآور دولت ائتلافی غیر سوسیالیستی است که وی به مدت بیش از ۵ سال، نخست‌وزیر آن بود.
در سال ۱۹۶۵م، بعد از انتخابات پارلمانی، هنگامی که حزب محافظه‌کار، حزب مرکزی، حزب لیبرال و  حزب دمکرات مسیحی برای تشکیل یک دولت ائتلافی و غیر سوسیالیستی به توافق رسیدند، برای مدتی در این مورد که چه کسی سمت نخست‌وزیری را بر عهده خواهد گرفت، اطمینانی وجود نداشت. برای مدتی به نظر می‌رسید که رهبر پارلمانی حزب لیبرال، شانس بیشتری برای احراز مقام نخست‌وزیری دارد. اما در نهایت اکثریت گروه نمایندگان حزب محافظه کار، پِر بورتُن را ترجیح دادند و به این ترتیب پست نخست‌وزیری به وی واگذار شد. 
این دوره تا انتخابات پارلمانی سال ۱۹۶۹م، بهترین دوره دولت پِر بورتُن، بود. دوره ای که در طول آن، اصلاحات اساسی متعددی در قوانین تصویب شد و به اجرا درآمد. از جمله تصویب قانون بیمه تأمین اجتماعی در سال ۱۹۶۷م؛ و وضع مالیات بر ارزش افزوده، در سال ۱۹۶۹م، که در همین دوره به اجرا درآمدند. در زمینه مسائل آموزشی نیز در این دوره، طرح تأسیس مدارس عالی محلی به اجرا درآمد. همچنین در این دوره سرمایه‌گذاری گسترده‌ای به منظور تأسیس فرودگاه‌های کوچک، در امتداد خطوط ساحلی نروژ، انجام گرفت؛ و در نهایت در سال ۱۹۷۰م، قانون دسترسی عمومی به ادارات دولتی به تصویب رسید و به اجرا گذاشته شد.

### شفاف سازی
پِر بورتُن در دوره نخست‌وزیری خود، شیوه عمل سرویس امنیتی پلیس نروژ را مورد انتقاد قرار داد. وی سرویس امنیتی پلیس نروژ و آسبیورن برین که در آن زمان رئیس پلیس مخفی نروژ بود را به نظارت غیرقانونی بر زندگی خصوصی چهره‌های سیاسی، به خصوص  جناح چپ متهم کرد و یک کمیته رسمی برای رسیدگی به تخلفات سرویس‌های امنیتی پلیس نروژ، تشکیل داد.